# Robert Darnton

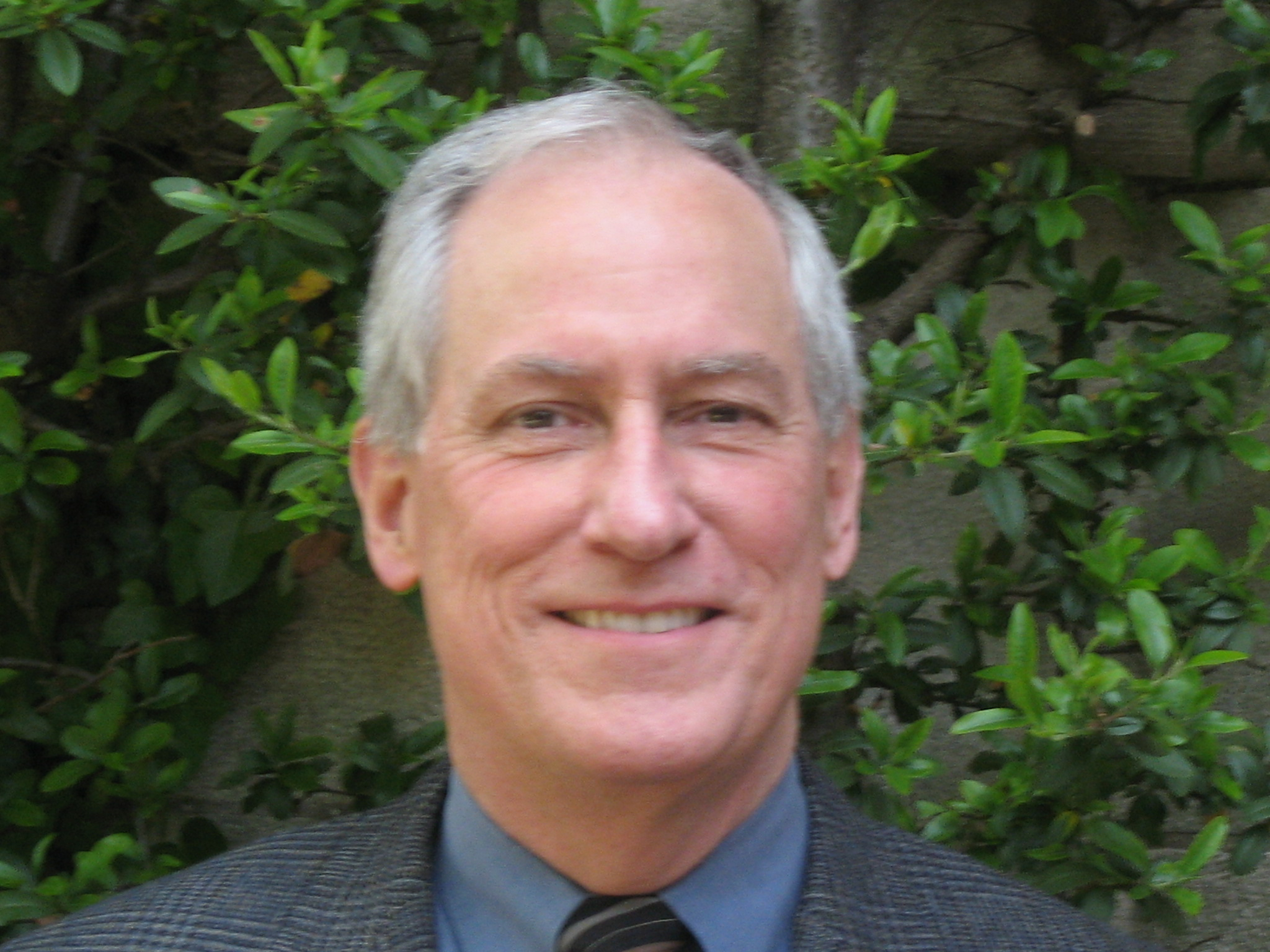
Robert Darnton 2006

Robert Choate Darnton (* 10. Mai 1939 in New York City) ist ein amerikanischer Historiker.
Er gilt als einer der herausragenden Ideengeschichtler der vergangenen Jahrzehnte. Seit Juli 2007 ist er Carl H. Pforzheimer Professor in Harvard und leitete bis 2016 die dortige Universitätsbibliothek. Er zählt zu den Stammvätern des sogenannten „cultural turn“, der Neuen Kulturgeschichte, die seit den späten 1980er Jahren die Geschichtswissenschaft prägt. Das Hauptaugenmerk Darntons liegt auf dem uns „Fremden“ früherer Kulturen und Mentalitäten. Seine Bücher und Aufsätze über das vorrevolutionäre Frankreich haben die traditionelle Sicht der Aufklärung nachhaltig in Frage gestellt. Er gilt als wichtigster wissenschaftlicher Autor in Bezug auf Diderots Encyclopédie ou Dictionnaire raisonné des sciences, des arts et des métiers.
Anders als der klassischen Ideengeschichte geht es Darnton weniger darum, wer etwas als erstes dachte, als vielmehr darum, wie sich diese Ideen in der Gesellschaft verbreiteten; wie sie die Öffentliche Meinung beeinflussten, auf welchen Wegen sie Eingang in die allgemeine Kommunikation fanden. Er beschäftigt sich deshalb weniger mit der Entstehung wichtiger Werke, als vielmehr mit dem Vertrieb, ihrer Abnahme und ihren Lesern. Im Gegensatz zu der bis dahin herrschenden Mediengeschichte konzentrierte sich Darnton nicht allein auf die technische Herstellung, sondern zog ein breites Feld von politischer Geschichte (insbesondere Zensur), Kunstgeschichte und ökonomischer Theorie des Marktes hinzu.

## Leben
Darnton verlor früh seinen Vater in Neuguinea während des Zweiten Weltkriegs. Er studierte amerikanische Geschichte und amerikanische Literatur an der Harvard University, sowie europäische Geschichte an der University of Oxford. 1964 promovierte er. Das daraus hervorgegangene Buch über den Mesmerismus und das Ende der Aufklärung wurde in fünf Sprachen übersetzt. Darnton publiziert auf Englisch, Französisch und Deutsch; die meisten seiner Bücher werden auch ins Italienische, Spanische, Portugiesische, Russische, Japanische und Chinesische übersetzt.
Kurzfristig arbeitete Darnton als Reporter für die New York Times, bevor er in Harvard ein Fellowship annahm und 1968 Professor an der Princeton University wurde. Gastprofessor war er an der University of Oxford, der University of Warwick, dem Collège de France, der École des Hautes Études en Sciences Sociales und der École normale supérieure in Paris.

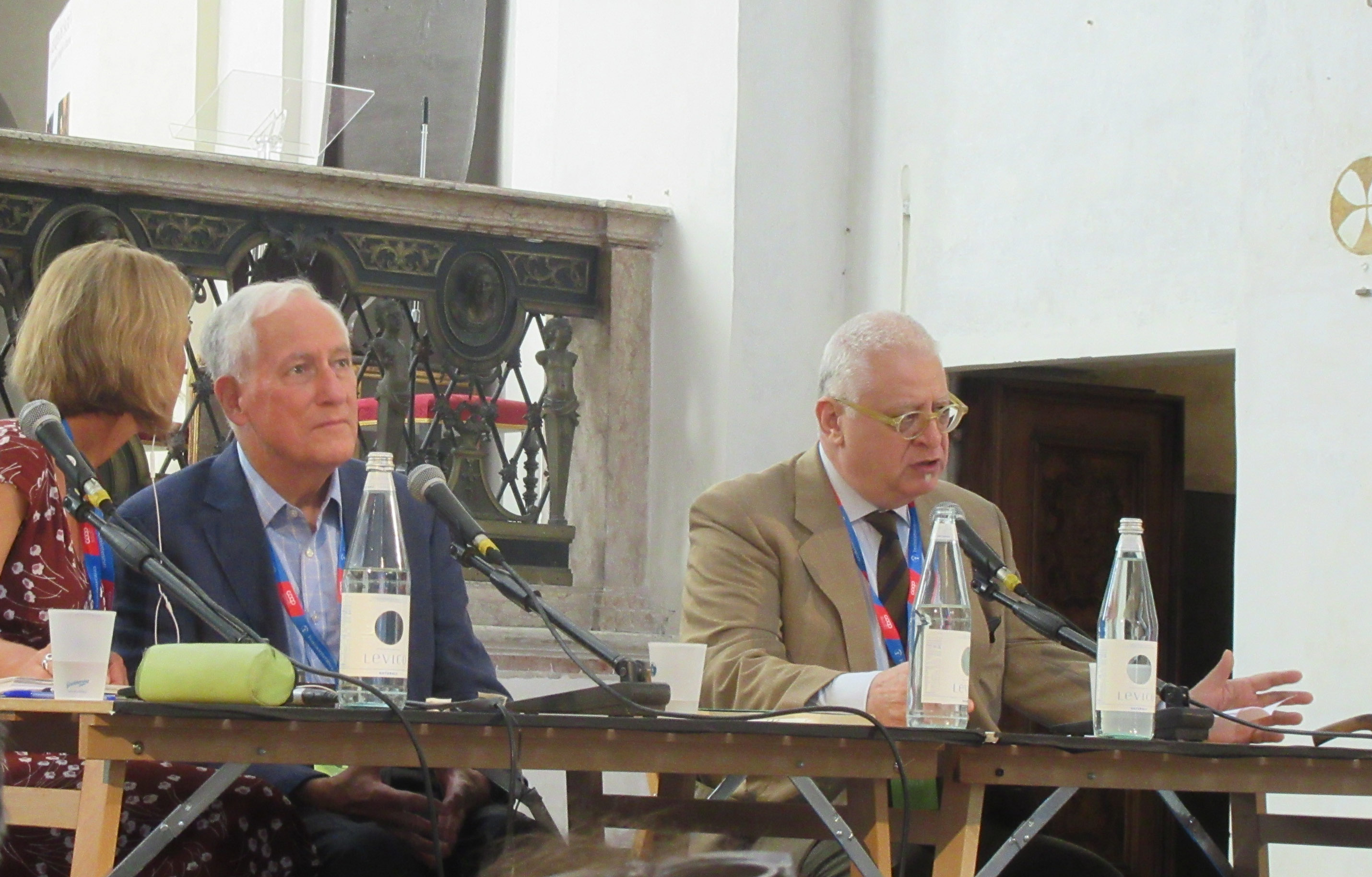
Darnton mit Hans Tuzzi am Festivaletteratura in Mantua 2018.

1989 und 1990 verbrachte er am Wissenschaftskolleg und wurde dort Zeuge des Mauerfalls und der Wende. Die daraufhin erschienenen Aufzeichnungen aus dieser Zeit sind sein einziges Werk, das sich nicht mit der Kulturgeschichte im Frankreich des 18. Jahrhunderts beschäftigt.
Darnton war von 1987 bis 1991 Präsident der Society for Eighteenth-Century Studies und 1999 Präsident der American Historical Association. Er ist Offizier des Ordre des Arts et des Lettres, Ritter der Ehrenlegion und Inhaber von vier Ehrendoktoraten. 1980 wurde er in die American Academy of Arts and Sciences und 1989 in die American Philosophical Society gewählt. Seit 1994 ist er auswärtiges Mitglied der Academia Europaea und seit 2001 korrespondierendes Mitglied der British Academy.

## Darntons Sicht der Aufklärung

### Allgemeines
Robert Darntons Werk wäre ohne die Entdeckung der Dossiers und des Briefwechsels (über 50.000 Briefe) der Société typographique de Neuchâtel (STN) undenkbar. Die Société typographique war ein großes Verlagshaus jenseits der französischen Grenze, das im 18. Jahrhundert das Königreich mit Raubdrucken und verbotenen Büchern versorgte. Dieser Quellenfund ermöglichte es Darnton, unter Hinzuziehung Pariser Archivbestände, einen mikroskopischen Blick in die Niederungen der französischen Aufklärung zu werfen – ein Blick, der viel Fremdes zum Vorschein brachte. Dieses Fremde, das die traditionelle Sicht der Aufklärung in Frage stellte, und der Wunsch es zu verstehen, bildet bis heute den Forschungsschwerpunkt Darntons.

### „Mesmerism“ (1968)
Der Mesmerismus und das Ende der Aufklärung in Frankreich / Mesmerism and the End of the Enlightenment in France
In seinem Mesmerismus-Buch versucht Darnton die Mentalität gebildeter Franzosen am Vorabend der Französischen Revolution zu erkunden. Die Pariser Gesellschaft beschäftigte sich laut Darnton in dieser Zeit nicht so sehr mit Politik und politischer Theorie, wie man es erwarten würde, sondern mit aufsehenerregenden wissenschaftlichen Entdeckungen, atemberaubenden Ballonfahrten und dem Mesmerismus – der größten Modeströmung im letzten Jahrzehnt des Ancien Régime.
Franz Anton Mesmer kam 1778 in die französische Hauptstadt und zog sie wie kein anderer in seinen Bann. Seine Theorie eines Fluidums, das alle Körper durchdringt, und das durch Massieren in Harmonie mit der Natur gebracht werden kann, fand viele Anhänger. In Gruppensitzungen heilte er eigenem Bekunden nach unzählige Kranke. Diese Praktik brachte Mesmer jedoch in Konflikt mit der Pariser Ärzteschaft und Akademie, die seine Lehre hinterfragten. Hier zeigt sich der gesellschaftliche Sprengstoff des Mesmerismus: Mesmers unpolitische Theorie wurde zum Politikum.
Unter den Anhängern Mesmers fanden sich neben gebildeten Adeligen, Klerikern und Kaufleuten auch einige spätere Revolutionäre, junge frustrierte Schriftsteller wie J.-P. Brissot, J.-L. Carra und Nicolas Bergasse, die sich von Mesmers Kampf gegen das akademische Establishment angezogen fühlten. 1785 spaltete sich der radikale Flügel der mesmeristischen Bewegung ab. Die Radikalen um Nicolas Bergasse, der bisher Stellvertreter und Sprachrohr Mesmers war, gründeten eine eigene Gruppe und legten ihr Augenmerk verstärkt auf die politischen Implikationen des Mesmerismus, die sie mit Rousseaus Lehre verschmolzen. Mit Streitschriften intensivierten sie in den folgenden Jahren ihren Kampf gegen die vom Adel beherrschten Institutionen. Denn: die sogenannte Gelehrtenrepublik war in ihren Augen in Wahrheit die größte Tyrannei, hatte doch die Akademie ihre Karrieren als Literaten und Naturphilosophen im Keim erstickt. Im Kampf Mesmers gegen die Ärzteschaft sahen sie ein Vorbild für ihren ganz persönlichen Kampf, der 1789 in die Revolution mündete.

### „The High Enlightenment“ (1971)
Die Hochaufklärung und die Niederungen des literarischen Lebens / The High Enlightenment and the Low-Life of Literature in Prerevolutionary France
In seinem Aufsatz The High Enlightenment and the Low-Life of Literature zeigt Darnton, dass vor der Französischen Revolution kein Gegensatz zwischen den „philosophes“ (u. a. Voltaire, d’Alembert, Diderot) und den Eliten (Adel und Klerus) des Ancien Regime bestand. Vielmehr waren die „philosophes“ vom „monde“ aufgesogen und bezogen stattliche Pensionen. Systemkritische Werke wie Rousseaus „Contrat Social“ wurden, wenn überhaupt, vom Adel und dem Klerus gelesen. Ein revolutionäres Feuer konnten sie bei den Bürgern nicht wirklich entfachen. Angezogen vom wirtschaftlichen Erfolg der „philosophes“, versuchten in den Folgejahren junge Literaten aus der Provinz in Paris ihr Glück. Diese zweite Generation hatte es aber schwerer. Nur wenige kamen in den Genuss einer staatlichen Unterstützung (Jean-François Marmontel, Jean Baptiste Antoine Suard). Viele sahen sich in ihrer Hoffnung enttäuscht. Sie lebten kärglich in Dachkammern und schrieben in Pamphleten („libelles“) ihren ganzen Frust von der Seele. Diese radikalen „libelles“ nahmen in einer deftigen, anschaulichen Sprache das unsittliche Treiben des „monde“ unter die Lupe. Diese Sprache verstanden auch die unteren Schichten. Die Pamphlete wurden unter der Hand weitergereicht. Der Verlust der moralischen Integrität traf das Ancien Regime weit stärker als die staatstheoretischen Abhandlungen eines Montesquieu und Rousseau. Nach Ausbruch der Französischen Revolution spielten die Verfasser der „libelles“ eine herausragende Rolle (Jean Paul Marat, Jacques Pierre Brissot).

### „The Business of Enlightenment“ (1979)
Glänzende Geschäfte / The Business of Enlightenment. A Publishing History of the Encyclopédie 1775–1800
The Business of Enlightenment zählt bereits heute zu den Klassikern der neueren Geschichtsschreibung. Hauptthema des Buches ist die Verbreitung der Aufklärung im vorrevolutionären Frankreich, Hauptgegenstand die Enzyklopädie, deren Neuauflagen und Überarbeitungen. Darnton betont, dass für die Hauptakteure – Verleger, Buchhändler und auch die schreibenden Philosophen – die Aufklärung im Wesentlichen ein großes Geschäft war. Die verbreiteten Ideen waren oft nur von sekundärer Bedeutung.
Nachdem Druck und Vertrieb der ersten, teuren Folio-Ausgaben eher gefährlich und unprofitabel waren, öffnete sich mit dem Regierungsantritt Ludwigs XVI. 1774 und der Lockerung der Zensur die Möglichkeit einer groß angelegten Spekulation. Endlich sollte die Enzyklopädie auch für eine breitere Masse erschwinglich werden. Zu diesem Zweck taten sich 1777 nach einigem Hin und Her drei Hauptgesellschafter zusammen: Charles-Joseph Panckoucke aus Paris, mächtigster Buchhändler seiner Zeit und Eigentümer des Privilegs zur Verbreitung der Enzyklopädie; Joseph Duplain aus Lyon, ein gerissener Buchhändler, der sich auf Raubdrucke spezialisiert hatte und Panckoucke mit einem illegalen Quart-Nachdruck der Enzyklopädie in den Rücken fallen wollte; die Société typographique de Neuchâtel (STN), ein Druckerei- und Verlagshaus jenseits der Grenze, spezialisiert auf illegale Literatur, und seit kurzem Mitinhaber des Privilegs. Duplain übernahm das operative Geschäft. Gedruckt wurde das Werk hauptsächlich in Lyon und in Genf. Die STN bekam nur wenige Bände zum Druck und grollte. Ebenso der „philosophe“ Suard, Mitglied der Akademie. Er sollte, das war Panckouckes Plan zunächst, gegen eine angemessene Entlohnung eine revidierte Ausgabe der Enzyklopädie vorbereiten.
Nach Ankündigung der Quart-Ausgabe brach ein wahres Enzyklopädiefieber aus. Über 8.000 Subskriptionen gingen ein und Duplain, die Druckereien sowie die Zulieferer (Papiermühlen, Letterngießer) kamen mit ihrer Produktion nicht nach. In den nächsten Jahren entwickelte sich ein Kleinkrieg zwischen den Gesellschaftern. Besonders Duplain trickste, wo es nur ging, und versuchte so viel Gewinn wie möglich für sich herauszuholen – wenn nötig auch zum Schaden seiner Partner. Trotz aller Querelen zahlte sich die Quart-Ausgabe am Ende für alle Gesellschafter aus.
Die Quart-Ausgabe der Enzyklopädie wurde v. a. von der traditionellen Elite des Ancien Régime subskribiert, von Juristen und Verwaltungsbeamten, von Klerikern und dem Adel. Händler und Unternehmer interessierten sich kaum für das Werk, Handwerker konnten es sich noch immer nicht leisten. So ist es auch nicht überraschend, dass die Enzyklopädie hauptsächlich in Städten mit Parlement, Akademie und Garnison verkauft wurde: Paris, Lyon, Bordeaux, im Languedoc, der Provence, der Bourgogne, der Franche-Comté und der Normandie. Es waren die oberen Gesellschaftsschichten des Ancien Régime, die in den Jahren vor der Revolution das aufklärerische Gedankengut mehr und mehr aufnahmen und lebten.
Nach der erfolgreichen Vermarktung der Quart-Ausgabe konzentrierte sich Panckoucke ganz auf die „Encyclopédie Méthodique“, ein monumentales Werk das bis 1832 auf ca. 200 Bände anwuchs. Sie sollte sein verlegerisches Bravourstück werden. Aber schon nach wenigen Jahren stockte die Produktion, bevor sie, wie der gesamte Buchmarkt mit Ausnahme der revolutionären Journale, in den Wirren der Revolution auf ein Minimum einbrach. Zusätzlich wurde Panckoucke von der linken, revolutionären Presse (u. a. von Jacques Pierre Brissot, Jean-Louis Carra) scharf angegriffen und der Konterrevolution bezichtigt, da er in seinen langjährigen Monopol-Zeitschriften „Mercure“ und „Gazette de France“ einen konservativen Ton anschlug. Seine Verbindungen bis in die höchsten Stellen des Ancien Régime wurden mehr und mehr zum Problem, etwa die Beziehung zum Pariser Polizeichef Lenoir. Panckouckes Stern begann zu sinken. Die Verkündigung der Pressefreiheit im Juli 1789 zerstörte überdies das alte Privilegien- und Protektionswesen und damit die Basis von Panckouckes Buchhandelsimperium.
The Business of Enlightenment ist der erste, mikrohistorisch orientierte Teil von Darntons Trilogie über Intellektuelle, Bücher und öffentliche Meinung im 18. Jahrhundert. Der zweite, überblicksartigere Teil, der v. a. das Ausmaß der illegalen Buchproduktion ins Blickfeld rückte, folgte 1995 mit The Forbidden Best-Sellers of Prerevolutionary France und The Corpus of Clandestine Literature. Der dritte Teil ist den im revolutionären Paris kursierenden Pamphleten („libelles“) gewidmet und 2009 unter dem Titel The Devil in the Holy Water erschienen. Vorarbeiten dazu finden sich in Public Opinion und George Washington’s False Teeth.

### „The Great Cat Massacre“ (1984)
Arbeiter proben den Aufstand: Das große Katzenmassaker in der Rue Saint-Séverin / Workers Revolt: The Great Cat Massacre of the Rue Saint-Séverin
Ende der 1970er, Anfang der 1980er Jahre hielt Darnton zusammen mit dem Anthropologen Clifford Geertz Geschichtskurse an der Universität Princeton. Aus diesen Seminaren ist „Das große Katzenmassaker“ entstanden, eine Aufsatzsammlung, die sich weit mehr als seine früheren Werke mit der uns heute fremden Volkskultur der Aufklärungszeit beschäftigt.
Im gleichnamigen Essay erzählt Darnton von den Lohnarbeitern einer Pariser Druckerei, die sich um 1740 gegen die täglichen Demütigungen ihres Meisters auflehnten. Nachdem die Arbeiter ihm durch nachgeahmtes Miauen vor dem Fenster den Schlaf raubten, beauftragte sie der Meister persönlich, dem Treiben der Katzen ein Ende zu bereiten. Trotz ausdrücklichen Verbots erschlugen daraufhin die Lehrlinge und Gesellen zuerst die Lieblingskatze der Meisterin, bevor sie unter derbem Gelächter die übrigen gefangenen Katzen aburteilten und hängten. Im Angriff auf die Lieblingskatze sieht Darnton einen indirekten Angriff auf die Meisterin und damit auf die Herrschaft; schließlich wurde in der Frühen Neuzeit eine Hauskatze unmittelbar mit ihrem Frauchen identifiziert. Durch die hohe volkstümliche Symbolkraft der Katze (Hexenkünste, Sexualität) wurde die Meisterin darüber hinaus gleichzeitig als Hexe gebrandmarkt und eines Seitensprungs bezichtigt. Dieser erfolgreiche Coup – eine Auflehnung gegen die Herrschaft, die nicht bestraft werden konnte – wurde von den Lehrlingen mehrmals in der Werkstatt theatralisch nachgespielt („copie“) und diente als soziales Ventil.
Im Aufsatz bedient sich Darnton einer dichten Beschreibung nach Clifford Geertz.

## Werke
- Mesmerism and the End of Enlightenment in France. Harvard University Press, Cambridge/London 1968.
  - deutsch: Der Mesmerismus und das Ende der Aufklärung in Frankreich, übersetzt aus dem Englischen und dem Französischen und mit einem Essay versehen von Martin Blankenburg, Hanser, München 1983, ISBN 3-446-13422-0.
- The Business of Enlightenment. A Publishing History of the Encyclopédie, 1775–1800. Harvard University Press, Cambridge/London 1979.
  - deutsch: Glänzende Geschäfte. Die Verbreitung von Diderots Enzyklopädie oder: Wie verkauft man Wissen mit Gewinn? Wagenbach, Berlin 1993 (gekürzt), ISBN 3-8031-3568-0.
- The Literary Underground of the Old Regime. Harvard University Press, Cambridge/London 1982.
  - deutsch: Literaten im Untergrund. Lesen, Schreiben und Publizieren im vorrevolutionären Frankreich, München, Hanser 1985.
- The Great Cat Massacre and Other Episodes in French Cultural History. Basic Books, New York 1984; Vintage Books, New York 1985, ISBN 3-446-13422-0.
  - deutsch: Das große Katzenmassaker. Streifzüge durch die französische Kultur vor der Revolution. Hanser, München 1989, ISBN 3-446-14158-8.
- The Kiss of Lamourette. Reflections in Cultural History. Norton, New York 1990.
  - deutsch: Der Kuß des Lamourette. Kulturgeschichtliche Betrachtungen. Hanser, München 1998.
- Berlin Journal 1989–1990. Norton, New York 1991.
  - deutsch: Der letzte Tanz auf der Mauer. Berliner Journal 1989–1990. Hanser, München 1991.
- The Forbidden Best-Sellers of Prerevolutionary France. Norton, New York 1995 (keine deutsche Ausgabe).
- The Corpus of Clandestine Literature in France, 1769–1789. Norton, New York 1995 (keine deutsche Ausgabe).
- Denkende Wollust. Eichborn, Frankfurt 1996. Reihe Die Andere Bibliothek.
- George Washingtons falsche Zähne oder noch einmal: Was ist Aufklärung? Essay. C. H. Beck, München 1997, ISBN 3-406-42367-1.
- Public Opinion and Communication Networks in Eighteenth-Century Paris. In: Knabe, Peter Eckhard (Hrsg.): Opinion, Berlin 2000.
  - deutsch: Poesie und Polizei. Öffentliche Meinung und Kommunikationsnetzwerke im Paris des 18. Jahrhunderts, Frankfurt, Suhrkamp 2002.
- J.-P. Brissot and the Société Typographique de Neuchatel (1779–1787). In: Studies on Voltaire and the Eighteenth Century 10 (2001), Oxford 2001.
- J.-P. Brissot. His Career and Correspondence (1779–1787). Oxford 2001, E-Book: www.voltaire.ox.ac.uk.
- Die Wissenschaft des Raubdrucks. Ein zentrales Element im Verlagswesen des 18. Jahrhunderts (= Themen Bd. 77.) Carl Friedrich von Siemens Stiftung,  München, 2003.
- George Washington's false Teeth. An Unconventional Guide to the Eighteenth Century. Norton, New York/London 2003.
- The Devil in the Holy Water, or the Art of Slander from Louis XIV to Napoleon. University of Pennsylvania Press, Philadelphia 2009.
- Poetry and the Police: Communication Networks in Eighteenth-Century Paris. Belknap Press, Cambridge 2010, ISBN 978-0-674-05715-9<.
- Censors at Work: How States Shaped Literature.  W. W. Norton, New York 2014, ISBN 978-0-393-24229-4.
  - Die Zensoren: Wie staatliche Kontrolle die Literatur beeinflusst hat. Siedler, Berlin 2016, ISBN 978-3-8275-0062-5.
- A Literary Tour de France: The World of Books on the Eve of the French Revolution. Oxford University Press, Oxford 2018, ISBN 978-0-19-514451-2.
- Pirating and Publishing: The Book Trade in the Age of Enlightenment. Oxford University Press, Oxford 2021, ISBN 978-0-19-514452-9.

## Preise
- 1982: MacArthur Fellowship
- 1984: Los Angeles Times Book Prize
- 1991: Prix Chateaubriand
- 1996: National Book Critics Circle Award
- 2004: Gutenberg-Preis der Stadt Mainz
- 2013: Prix mondial Cino Del Duca